# Strand Releasing
Strand Releasing est une société de distribution de film américaine, créée en 1989 et basée à Culver City, en Californie. Elle spécialisée dans les films d'auteur américains ou étrangers, et plus particulièrement dans le cinéma LGBT.

## Filmographie
- 2013 : Les Rencontres d'après minuit de Yann Gonzalez
- 2016 : Rester vertical d'Alain Guiraudie